# Missionskyrkan, Vinnersjö
Missionskyrkan är en kyrka i Vinnersjö, Gävle kommun.